# Teocracia hebrea
El nacimiento de la teocracia hebrea se suele situar la salida de los hebreos de Egipto, con Moisés como líder, según se describe en el libro del Éxodo de la Torá. La Ley mosaica, basada en los diez mandamientos otorgados a Moisés en el monte Santo, y desarrollada en los libros del Éxodo y Números, es el verdadero código legal de las tribus de Israel, y estipula que el «único Señor» del pueblo es Jehová, y la tribu de Leví (los levitas), los únicos poseedores del grado de sacerdocio que sirve de intermediario entre Dios y el pueblo elegido de sus creyentes (teocracia).
En momentos de crisis (principalmente por ataques de enemigos), Jehová suscita de entre su pueblo a un caudillo para regir en su nombre a los israelitas. Ese tipo de caudillo -que en latín se traduce generalmente como Juez- tenía atribuciones de gobierno más en el ámbito de lo militar que en el de los judicial. Usualmente era un sacerdote o un profeta (normalmente de la casa de Leví) el instrumento elegido por Jehová y la casta sacerdotal para nombrar un Juez. Este cargo era temporal, no hereditario, y normalmente su autoridad se extendía únicamente durante los momentos de crisis. Aunque en el Libro de los Jueces se les atribuya un gobierno continuado en el tiempo hasta la aparición del siguiente juez, la crítica histórica ha llegado a la conclusión de que durante los periodos de paz cada tribu se administraba de forma autónoma.

## Historia
El primer juez de la teocracia hebrea puede ser considerado el mismo Moisés, encargado de sacar al pueblo de Israel de Egipto y conducirlo a través del desierto, donde recibe la Ley de Dios. Moisés fue sucedido posteriormente por Josué, el que introdujo a Israel en la Tierra prometida, haciendo la guerra y expulsando a sus moradores. Tras la muerte de Josué, se sucede la instalación paulatina y pacífica de los hebreos entre los cananeos. Con el tiempo los hebreos adoptaron -contrariando la voluntad de Dios- varias de las formas corruptas de vida cananeos (cultos a sus dioses e ídolos materiales). Este alejamiento de la voluntad divina los debilitaba y se producía el ataque de sus vecinos.
- Así se produjo la invasión de los edomitas, que sojuzgaron a Israel. La casta sacerdotal atribuye la derrota al abandono al culto de Jehová, y así se suscita el primer juez Otoniel hijo de Cenaz, hermano menor de Caleb, de la tribu de Judá, que vence y expulsa a los edomitas.

- 40 años más tarde se produce la invasión de los moabitas, que sometieron a Canaán durante 18 años. Aod, de la tribu de Benjamín, asesina al rey Eglón de Moab y comanda al ejército de su tribu en la victoria y expulsión de los moabitas.

- Tras 40 años de paz, una expedición filistea es derrotada por un ejército hebreo al mando de Samgar, hijo de Amat. Se produce entonces la hegemonía efímera del rey cananeo Jabín de Jasor, en el norte. La profetisa Débora de Efraím (incluida también en el catálogo de los jueces) nombra a Barac, de la tribu de Neftalí, para que reúna un ejército de las tribus de Neftalí y Zabulón, con el que derrota al ejército cananeo en el monte Tabor.

- Tras otros 40 años de paz, los nómadas semitas de las tribus de Madián y Amalec efectúan saqueos en las tierras hebreas durante 7 cosechas. Entonces un profeta desconocido (probablemente un levita) advierte a los israelitas que la causa de sus males es su abandono del culto a Jehová , y escoge como juez a Gedeón, de la tribu de Benjamín.

- Gedeón destruye todos los altares al dios cananeo Baal y tras purificar religiosamente a la nación, une los ejércitos de las tribus de Benjamín, Manasés, Aser, Zabulón y Neftalí, con los que rechaza la invasión de Madián y Amalec, llegando a cruzar el río Jordán para derrotarlos definitivamente, ejecutando a sus reyes. La tribu de Efraím manifestó su rechazo al juez -por no haberles invitado a la expedición- y de esa forma se nos revelan los límites del gobierno de los jueces, y las tensiones intertribales que su mando temporal provoca. Por sus victorias militares, las tribus que había comandado quisieron nombrar rey a Gedeón, pero él se mantuvo fiel a la teocracia de Jehová, y rechazó la elección.

Las victorias permitieron que se pudiera reunir un botín, cuyo peso en oro era mil setecientos ciclos. Todo esto vino a ser causa de ruina… por idolatría  (Jue 8:26,27).
El Juez de Israel había adquirido mucho poder, lo cual era sinónimo de riqueza (y ésta era codiciada).
- Así, su hijo Abimelec decidió matar a sus hermanos para ser el único en sucederle (Jue 8:30).

Abimelec se proclamó rey en Siquem, pero murió en la campaña emprendida contra los nobles de Samaria, rebelados contra él, fracasando de este modo el primer intento monárquico en Israel. Posteriormente se describen dos jueces menores, Tola de Isacar y Jair de Galad, aparentemente sin relación con crisis alguna, y posiblemente simples jefes de tribu prestigiosos, citados por los cronistas posteriores para cubrir un periodo "vacío" de la historia de Israel. Inmediatamente después acontece el ascenso de Ammon, en alianza con los filisteos, que sojuzga a las tribus hebreas transjordanas durante 18 años, llegando a realizar incursiones en Canaán, y amenazando los territorios de las tribus de Judá, Benjamín y Efraím. Jehová, por medio de los levitas, logra el abandono del culto cananeo entre los hebreos. Los jefes de la ciudad de Galad eligen al desterrado Jefté como comandante del ejército coaligado de las tribus amenazadas, que derrota a los ammonitas. Con ese mismo ejército derrota a la tribu de Efraím, celosa de su independencia, que nuevamente había presentado reclamaciones al juez. Luego son citados como jueces Abesán de Zabulón, Elón de Zabulón y Abdón de Efraím. 
Todas las tensiones previas entre tribus y las coaliciones exitosas contra el invasor anuncian la crisis de la teocracia mosaica de los jueces, necesitada de mayor organización y complejidad para rechazar a enemigos cada vez más poderosos y resueltos, y limitada por el tradicional poder centrífugo de los ancianos de cada tribu, con el único elemento de solidaridad de la fe en Jehová (encarnada en el santuario de Silo, donde se halla el arca de la alianza) y el pasado ancestral común (resumido en la fórmula de "el Dios de Abraham, Isaac y Jacob).
El desafío definitivo llega con la gran invasión de los filisteos, situada alrededor del 1200 a.C, que llegan a dominar casi toda la montaña de Judea durante 40 años. Jehová finalmente suscita un nuevo juez en Sansón, un nazareo de la tribu de Dan. Sansón, dotado de gran coraje y fuerza, fue herramienta en un plan concebido para "liberar a Israel de sus opresores los filisteos" (Jue 14:4). Pese al heroísmo con el que el Libro de los Jueces lo presenta, estaba contrariando la Ley al casarse con una mujer extranjera Dalila (Deut  7:3,4). Por eso, el enorme poder que poseía (debido a su voto nazareo -es decir, su consagración a Dios- (Jue 13:25; 15:18)) lo perdió por sus enredos con esa mujer filistea . No obstante, los príncipes filisteos mueren (junto a Sansón) al caer un "gran edificio". 
Un poderoso de Efraím, llamado Micas, aprovechó la confusión para construirse un santuario privado a Jehová, incluyendo una imagen idolátrica, poniendo a su frente un sacerdote levita, con la intención de constituir un centro de culto nacional en su provecho. Una expedición de la tribu de Dan robó la imagen y al levita y con ese tótem nacional destruyó la ciudad cananea de Lais, rebautizándola con el nombre de Dan, donde establecieron un culto propio, separado del yahvismo de los levitas. Del mismo modo, una coalición de tribus guerreó contra Benjamín. La descomposición de la nación es irreversible tras la derrota de la nueva insurrección contra los filisteos, comandada por los sacerdotes del santuario de Silo, con la gravísima pérdida del arca de la alianza, donde la tradición afirmaba que se hallaban las tablas de la Ley. La teocracia hebrea de los jueces ha fracasado, y el último de los jueces, el levita Samuel, se ve obligado a ungir al primer rey de Israel, Saúl.

### La teocracia puede derivar en Hierocracia
En un pasaje del Libro de los Jueces, se representa a Gedeón rechazando la realeza que el pueblo le ofrece tras su victoria sobre los madianitas, en términos que implican que el establecimiento de una monarquía permanente supondría una deslealtad para con el gobierno de Jehová.
“No seré yo el que reine sobre vosotros, ni mi hijo; el Señor reinará sobre vosotros” (Jueces 8, 23). Más explícita y contundente expresión se da a la misma opinión en el Primer Libro de los Reyes en relación con la apelación del pueblo al anciano profeta Samuel de que constituya un rey para ellos a la manera de las demás naciones. La petición disgusta a Samuel y al propio Jehová, que ordena al profeta que finalmente acceda a los deseos del pueblo...
“Y el Señor dijo a Samuel: Haz caso a todo lo que el pueblo te dice. Porque no te han rechazado a ti, me han rechazado a mí, para que no reine sobre ellos” (1 Samuel  8,7).
La relación de estos pasajes con la institución histórica de la teocracia varía en la estimación de diversos eruditos según la fecha que los mismos asignan a las fuentes a que pertenecen los pasajes. Wellhausen y su escuela, principalmente sobre bases a priori, los consideran un retoque del periodo posterior al exilio, pero es mucho más probable que formen parte de una tradición mucho más antigua.
Durante el reinado de Saúl, los esfuerzos en pos de mantener su poder monárquico (aún mediante la utilización de recursos ilícitos) fue transformando la teocracia en hierocracia.
La situación volvería a sus cauces "normales" cuando asume el rey David.
La teocracia revive:
Con la reestructuración de la monarquía, el gobierno en Israel revivió en función del pacto del Señor con el rey David y su descendencia (2 Samuel 7, 1-17). 
Según los términos de este pacto, el monarca terrenal continúa bajo el control del Rey celestial, y es constituido como su delegado y representante. Y esta dependencia directa del rey respecto del Señor en cuanto a sabiduría y guía es dada por supuesta en todos los datos históricos de la monarquía hebrea. La prueba suprema del merecimiento de cualquier rey para ocupar su elevada posición es su fidelidad al Señor y a la Ley revelada por Éste. Los libros históricos y aún más los escritos de los profetas, proclaman la constante creencia de que Dios ejercía un gobierno especial y eficiente sobre Israel mediante sus bendiciones, castigos y rescates.
La teocracia alcanza en Israel su mejor expresión en la primera etapa del gobierno de Salomón
(ya que Gobernante y pueblo se regían bajo la Ley de Jehová). Finalmente, se había establecido el Reino de Dios en la tierra...
“Salomón ...en el trono del reino de Jehová sobre Israel.” (1ª Cró 28:5)
“Y se sentó Salomón por rey en el trono de Jehová en lugar de David su padre, y fue prosperado; y le obedeció todo Israel.” (1ª Cró 29:23)
Habían alcanzado el esplendor. Vivían ‘siguiendo los preceptos del Señor’  (1ª Re 3:20, 8:25). Y así "Las riquezas y el oro no faltaban en aquella época" (1ª Re 3:13; 10:21).
Pero en la segunda mitad de ese reinado, Israel cayó en la corrupción: las riquezas materiales ya eran el objetivo ulterior, o sea, habían copiado el paganismo (injusticias, egoísmo e inmoralidad) de los pueblos vecinos. Entonces Dios los abandona en manos de pueblos opresores (babilonios, persas, griegos...)
Mucho tiempo después, en el periodo posterior al exilio babilónico el gobierno hierocrático se convirtió en el rasgo dominante de la teocracia judía. (Tomado de "Dictionnaire de la Bible", James. F. Driscoll).